# Jozef Sluys
Jozef, chevalier Sluys est un organiste virtuose belge né le 22 octobre 1936 à Gaasbeek et mort le 15 mars 2015  à Hal.
Jozef Sluys est lauréat de l’Institut Lemmens, du Conservatoire royal de Bruxelles et du Concours International J.S. Bach (1963-Gand). Cet évènement le propulsa sur la scène internationale comme organiste virtuose. 

## Carrière
En 1958, Jozef Sluys fut nommé organiste de l’église de la Civitas Dei sur le site de l’Exposition Universelle de Bruxelles, puis de l’église Saint-Pierre à Jette. En 1971, il est devenu titulaire des orgues de la cathédrale des Saints Michel et Gudule de Bruxelles. 
Sa réputation d’organiste de concert l’a conduit dans de nombreux pays européens, aux États-Unis, dans l’ex-URSS, au Congo, en Nouvelle-Zélande, au Mexique et en Afrique du Sud. Il s’est forgé une excellente renommée dans le paysage musical. 
Sluys est à l’initiative de plusieurs cycles de concerts : 
- les Concerts de la Cathédrale,
- la Semaine internationale de l’Orgue de Bruxelles
- les Concerts Historiques de Lombeek-Notre-Dame.

Pendant plusieurs années, il a été professeur d’orgue à l’Institut Lemmens à Louvain. Il a fondé l’académie de musique de l'État à Schaerbeek dont il a été le directeur jusqu’en 1995. 

## Œuvres
- Il a fait paraître dans la série Organa Belgica un ensemble de CD d’œuvres de compositeurs belges tels que Jacques-Nicolas Lemmens, August De Boeck, Edgar Tinel, Joseph Jongen, Flor Peeters, Philippe Verkaeren.
- Il a réalisé 2 CD de la musique des organistes de la cour de Bruxelles, P. Cornet et A. van den Kerckhoven et, pour la firme Gailly, une série de CD consacrés à J.S. Bach. Sa discographie comprend également les six sonates de F. Mendelssohn jouées sur le monumental orgue Walcker de Riga (Lettonie).

Il a apporté sa collaboration à de nombreuses émissions radiotélévisées.
Il a apporté son concours à la cérémonie des funérailles du roi Baudouin et le mariage des princes Philippe et Mathilde.

## Distinctions
- 1979: Prix de l’Association de la presse musicale belge pour ses œuvres de J.N. Lemmens;
- 1990: Chevalier dans l’Ordre des Arts et des Lettres;
- 1996 et 1997: Ambassadeur culturel de la Flandre;
- En 2000: trophée Fuga par l’Union des Compositeurs Belges pour son intérêt pour les œuvres des Maîtres belges.
- En 2010, il bénéficie d'une concession de noblesse héréditaire et du titre personnel de chevalier, accordée par le roi Albert II[2].